# Administrator (słuchowisko)
Administrator – cykl krótkich humorystycznych słuchowisk radiowych z lat 70. XX wieku, których autorem jest Adam Kreczmar.
Do mieszkania zwykłego „szarego” człowieka, emeryta – Pana Dziamdziaka (Jerzy Dębski) borykającego się z problemami w swym (socjalistycznie zbudowanym) mieszkaniu, przychodzi czasem Pan Administrator (Jan Kaczmarek) – cham, „pan i władca”. Lokator płaszczy się i poniża przed administracją, chcąc uzyskać zgodę na remont lub inną sprawę. Czasem dialog kończy się zrujnowaniem całego mieszkania lokatora.